# Zhongshan (stacja antarktyczna)
Zhongshan (chiń. 中山站, pinyin: Zhōngshān Zhàn) – całoroczna stacja polarna należąca do Chin, zlokalizowana nad Zatoką Prydza na Antarktydzie Wschodniej. Została nazwana na cześć Sun Jat-sena (pinyin: Sūn Zhōngshān), chińskiego przywódcy.

## Położenie i warunki
Budynki stacji znajdują się w oazie antarktycznej Larsemann Hills, położonej na Wybrzeżu Ingrid Christensen. Jest to wolny od lodu obszar wybrzeża kontynentu, który tworzą grzbiety skalne, głębokie fiordy i liczne wyspy. W oazie tej znajdują się jeszcze dwie inne stacje badawcze, całoroczna rosyjska Progress i letnia rumuńsko-australijska Law-Racoviță.
Klimat na stacji jest chłodniejszy i bardziej suchy niż na drugiej chińskiej stacji Wielki Mur położonej na Szetlandach Południowych. Najniższa zanotowana temperatura to –33,6 °C, noc polarna trwa tu 58 dni, a dzień polarny – 54 dni.

## Działalność
Stacja Zhongshan została otwarta 26 lutego 1989 r. Posiada obecnie 15 budynków o łącznej powierzchni 2700 m², w tym kwatery mieszkalne, laboratoria i garaże. Prace prowadzone rutynowo w stacji obejmują badania z dziedziny meteorologii, geomagnetyzmu, sejsmologii, badania jonosfery i górnej atmosfery. W okresie letnim zakres badań jest poszerzany o prace terenowe obejmujące m.in. geologię, glacjologię, biologię i badania środowiska.